# Сплин
«Сплин»  — российская рок-группа из Санкт-Петербурга. Бессменный лидер и автор практически всех песен — Александр Васильев. Датой рождения группы считается 27 мая 1994 года.
Название группы возникло благодаря строкам стихотворения русского поэта Серебряного века Саши Чёрного, на основе которого была создана песня «Под сурдинку» из первого альбома группы («Пыльная быль»):
Как молью изъеден я сплином…
Посыпьте меня нафталином,
Сложите в сундук и поставьте меня на чердак,
Пока не наступит весна.

## История

### Коллектив «Митра» и альбом «Пыльная быль»
В 1986 году Александр Васильев, тогда студент Ленинградского института авиационного приборостроения, познакомился с Александром Морозовым (по прозвищу Моррис), играющим на бас-гитаре. Позже Александр Васильев вспоминал: «Всё произошло спонтанно: один приятель позвал меня на репетицию в группу, где играл наш нынешний басист Саша Морозов. Там мы и познакомились. Мы не пропускали ни одного рок-концерта, все это безумно заряжало, и хотелось сделать что-то в этом роде. Нам было по 16—17 лет, когда мы собрали первую группу». Именно этот музыкальный дуэт (школьно-институтская группа), под названием «Митра», стал прообразом группы «Сплин».
Первые песни Васильева были записаны в домашних условиях, на квартире Морозова, имевшего магнитофон «Рекорд» и микрофон. В составе коллектива «Митра» впоследствии было ещё несколько человек, в том числе Олег Куваев (будущий создатель мультипликационного Flash-сериала «Масяня») и будущая жена Васильева — Александра. «Митра» пыталась вступить в Ленинградский рок-клуб, но не прошла прослушивание у Анатолия Гуницкого. В 1988 году, проучившись в ЛИАПе два года, Васильев ушёл служить в армию, где проходил службу писарем в стройбате. Там он начинал писать песни, часть которых впоследствии попала в альбом «Пыльная быль». После демобилизации, в 1992 году, с помощью Олега Куваева он устроился на место монтировщика сцены в Санкт-петербургском академическом театре комедии, а затем поступил в Театральный институт на отделение экономики. Учёбу он совмещал с работой монтировщиком сцены, ночным сторожем и работой на кондитерской фабрике. В 1993 году он встретился с Морозовым, и они устроились работать в театр «Буфф», где познакомились с клавишником Николаем Ростовским. Весной 1994 года они увольняются.
Я знаю «Пыльную быль» изнутри, как этот альбом делался. К моменту начала записи мы с Саней Морозовым, можно сказать, срослись настолько, что даже выработали свой язык. Поэтому специально, хотя могли сами все наиграть, приглашали участвовать в альбоме людей, которые не знали, чем мы живем, нашего менталитета. Это делалось для того, чтобы влить «живую кровь» и по возможности как можно дальше отойти от традиционных форм.
Музыканты зарабатывали средства на запись дебютного альбома разными способами. В поисках заработка они снялись в рекламе: «А случилось это так: в 1994-м году, когда денег на существование не было вообще, фирма „Союз — контракт“ предложила мне напеть рекламный ролик, на мотив „Hope of Deliverance“ Пола Маккартни. У меня не получилось, спел Стас, наш гитарист. Это была реклама „Херши-колы“» — вспоминал Васильев эту подработку. Сам альбом «Пыльная быль» был записан в звуковой студии театра «Буфф» с помощью сессионных музыкантов.
27 мая 1994 года будущий состав группы собрался в ресторане, чтобы отметить окончание процесса записи альбома, где они и познакомились с гитаристом Стасом Березовским. Именно эта дата стала считаться днем рождения группы «Сплин». Впоследствии в состав группы был включен барабанщик Николай Лысов. Альбом оказался популярным и разошёлся по Санкт-Петербургу тиражом около 10 тысяч аудиокассет, а две песни с альбома («Жертва талого льда» и «Сказка») попали в эфиры радиостанций Петербурга. Впоследствии альбом переиздавался дважды на компакт-дисках различными лейблами (1997 — Sound Product, 2002 — «Мистерия звука»). Первое официальное появление группы на публике произошло в том же году в рок-клубе «Засада». В 1995 году группа записывает демо-вариант альбома «Коллекционер оружия» в Питере. Первая версия сильно отличалась от компакт-диска, выпущенного в 1996 году. В том же году Александр Васильев приезжает в Москву с клипом «Будь моей тенью» и с Demo-записью «Коллекционера». Успешное посещение «Останкино» — и через несколько дней видео уже «крутилось» на ОРТ. С этого клипа группа приобретает новых слушателей.

### 1997—2005
В апреле 1997 года выходит альбом «Фонарь под глазом». Презентация альбома прошла 1 мая в ДК Ленсовета при аншлаге. Группа быстро набирает популярность, её песни начинают транслировать на радиостанциях и группе предлагают выступить на втором рок-фестивале «Максидром». Тогда же был отыгран первый концерт во Дворце спорта «Юбилейный» (Санкт-Петербург), признанный всеми провальным. Однако следующий концерт, сыгранный в Лужниках, закончился фурором. Летом 1997 года группа приобрела нового продюсера Александра Пономарёва.
В начале 1998 года недавно созданный лейбл «ОРТ Рекордз» заключает контракт с группой на издание четвёртого альбома, вышедшего в том же году под названием «Гранатовый альбом», после которого группа становится по-настоящему знаменитой. В августе того же года «Сплин» выступает на разогреве у «The Rolling Stones». В сентябре 1998 года в группу приходят музыкант Яник Николенко и новый барабанщик Сергей Наветный.
Солист и лидер группы продолжает экспериментировать со стилем, звучанием и текстом песен. Результатом этих экспериментов стал альбом «Альтависта», включающий в себя несколько самых неожиданных, пропитанных наркотическим и экспериментальным духом, песен Васильева.
В мае 2000 года компания Real Records выпускает сборник песен для радио «Зн@менатель». На нем, наряду со старыми известными песнями, представлены две новые — «Кое-что ещё» и «Тебе это снится».
После некоторого затишья 25 марта 2001 года выходит альбом «25-й кадр», записанный и сведенный на студии Андрея Бочко звукорежиссёром Сергеем Большаковым, после чего группа вместе с «Би-2» организовывает совместный тур «Fellini», который проходит в 22 городах России и зарубежья.
В феврале 2002 года выходит двойной диск «Акустика» — запись акустического концерта, сыгранного в Театре имени Станиславского 9 декабря 2001 года. В сентябре 2002 года выходит первый сингл «Гандбол», на котором, помимо одноимённой песни, присутствовали песня «Северо-Запад», видеоклип «Пластмассовая жизнь» и flash-ролик «Сплин feat Масяня», нарисованный Олегом Куваевым.
14 февраля 2003 года выходит альбом «Новые люди», который был записан на студии МГСУ.
К 10-летию группы в апреле 2004 года выходит сольный альбом Александра Васильева «Черновики», в котором собраны песни, написанные Александром в период с 1988 по 2003 год.
18 мая 2004 года выходит второй сингл «Романс». На нём представлена заглавная песня в трёх вариантах, а также инструментальная композиция «Шаги». Кроме того, «Романс» вышел в новом формате — на трёхдюймовом компакт-диске.
Летом 2004 года появляются слухи, что группа распадается. Выступления на летних рок-фестивалях в составе Васильев — Николенко в какой-то степени подкрепляло эти домыслы. Однако сам Васильев их опровергает.
17 ноября 2004 года выходит альбом «Реверсивная хроника событий» предлагающий слушателям помимо хитов («Мы сидели и курили», «Урок географии» и «Романс») неожиданные экспериментальные инструментальные треки, жёсткие рок-баллады и мягкие гитарные композиции. Через несколько месяцев после записи альбома от усталости из группы уходит барабанщик Сергей Наветный. На его место берут Алексея Мещерякова.

### «Раздвоение личности» (2005—2007)
17 октября 2005 года группа приступила к записи очередного девятого номерного альбома, прерываемой гастролями по Северной Америке в Сан-Франциско, Чикаго, Нью-Йорке и Бостоне. 2 апреля 2006 года группа участвует в фестивале «Премия Fuzz» на большой арене Санкт-Петербургского дворца спорта «Юбилейный». К удивлению публики и музыкальных критиков, сыграны всего 4 песни, причём абсолютно новые и незнакомые большинству зрителей. На выступлении отсутствует гитарист группы Стас Березовский. Вместо него выступают два музыканта — бывший гитарист группы «Эдипов комплекс» (группа флейтиста Яна Николенко) Владимир Коляда и «боевой товарищ прошлых лет» Алексея Мещерякова, Иннокентий Агафонов. Вновь начинают муссироваться слухи о распаде группы. Косвенным подтверждением этого стало выступление группы в московском клубе «Точка», на котором выступали два новых гитариста (Владимир Коляда и Иннокентий Агафонов). На вопрос: «Где Березовский?», Васильев вначале отшучивается: «В Лондоне», а затем сообщает, что бессменный гитарист «Сплина» «ушёл в свободное плавание». Позднее (в конце апреля) на официальном сайте появляется сообщение об уходе из группы флейтиста Яна Николенко и одного из двух новых гитаристов — Владимира Коляды. Кроме сообщения на сайте, никаких комментариев со стороны группы не поступает. Несмотря на кардинальные перемены состава, группа продолжает записывать новый альбом. В июне 2006 года из группы уходит второй новый гитарист Иннокентий Агафонов. Никаких комментариев со стороны Александра Васильева по-прежнему не поступает. На фестивале «Нашествие» группа играет вчетвером.
5 января 2007 года группа на официальном сайте объявляет о смене состава. В группу пришёл новый басист Дмитрий Кунин, в прошлом игравший в одном коллективе с барабанщиком Алексеем Мещеряковым. Из-за смены состава Вадим Сергеев вернулся к игре на электрогитаре.
7 февраля 2007 года вышел очередной альбом «Раздвоение личности». Материал был записан и сведен на обновлённой студии Большакова, с которой группа сотрудничала последние 4 альбома. Несмотря на то, что в альбоме достаточно большое число песен — их 17, во время студийных сессий записаны для этого альбома были как минимум 19 дорожек. Две песни («3007» и «Ковчег») не вошли в пластинку. Песня «3007» с осени 2005 года игралась почти на каждом концерте группы, даже «открывала» некоторые концерты, и воспринималась поклонниками, как одна из «центровых» песен будущего альбома. Тем не менее, в пресс-релизе альбома, опубликованном в конце декабря 2006 года, Васильев заявил, что «„3007-й“ отлично звучит на концертах, но в записи эта песня много теряет, поэтому мы пока отложили её». Песня «Ковчег» не попадает на пластинку, так как несколько "сыровата" по мнению самих музыкантов группы.
Песня «Ковчег» стала доступна более-менее широкой аудитории лишь 6 января 2008 года, когда на волнах радиостанции «Наше радио» прозвучала программа «Рождественский концерт» — получасовой акустический мини-концерт, специально для трансляции по «Нашему радио» записанный группой «Сплин» накануне Нового года в студии.

### «Сигнал из космоса» (2009)
2009 год группа посвящает записи нового студийного альбома и гастролям по России и странам СНГ. Первым свидетельством о работе стало стихотворение Васильева «Катится камень», которое позже было преобразовано группой в песню.

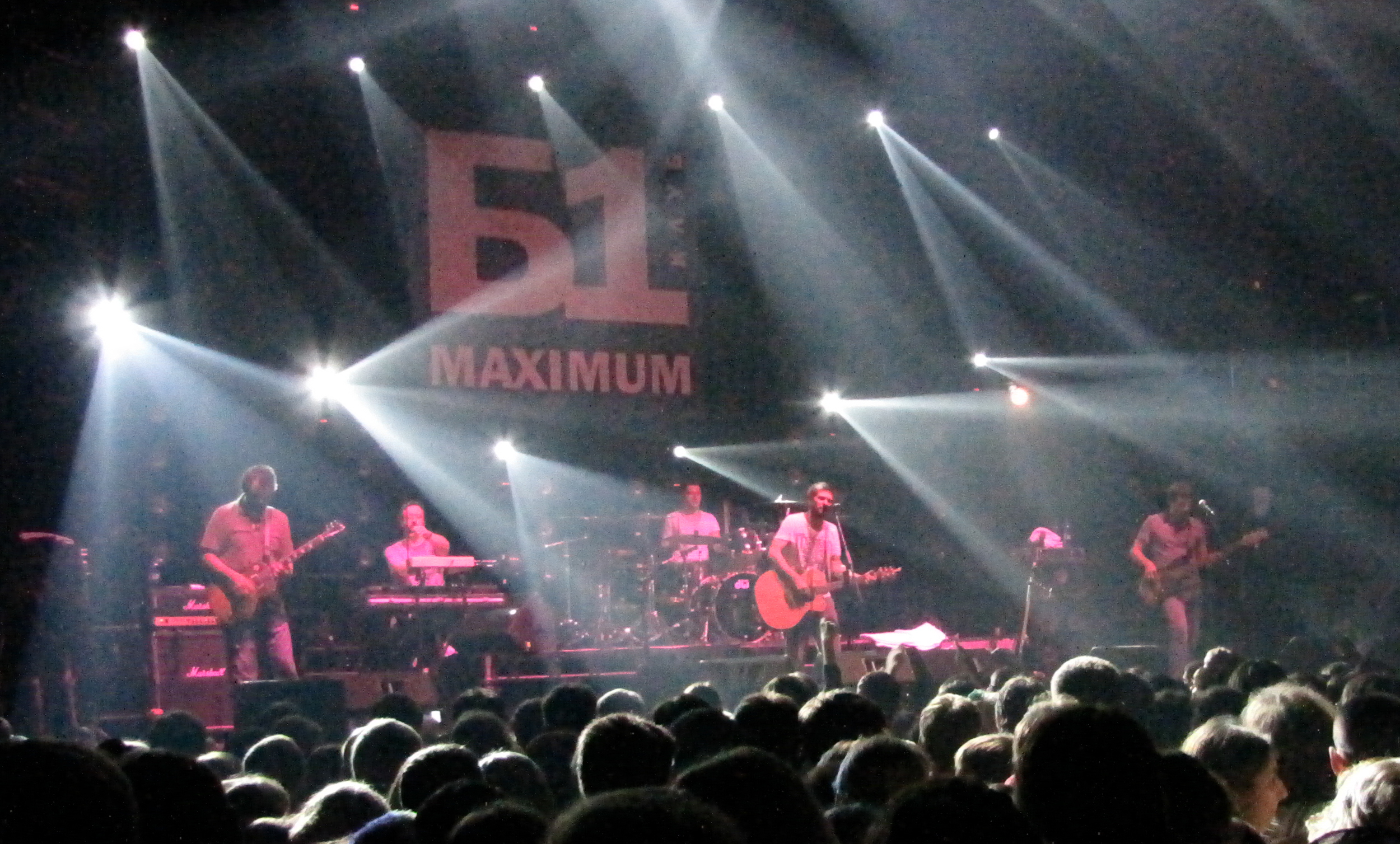
Выступление группы в московском клубе Б1 Maximum

Первым синглом альбома стала песня «Больше никакого рок’н’ролла». Новый альбом «Сигнал из космоса» вышел 22 сентября 2009.
В альбом вошли новые песни, сочиненные за предыдущие два с половиной года. При этом записан он был всего за 10 дней, ещё 10 дней потребовалось на его сведение. Пластинка была записана на петербургской студии «Добролет», где звукорежиссёром выступил А. Алякринский. Первоначально, по предложению группы «Аквариум», альбом сводился в Лондоне на Livingston Studios. Однако после начала работы музыканты решили, что звучание сведённых песен их не устраивает, и перенесли сведение в Санкт-Петербург.
Все песни были записаны штатным составом группы, однако, в альбом ещё вошло соло на трубе участника группы «Spitfire» Романа Парыгина. Также в записи участвовали перкуссионист «Markscheider Kunst» Кирилл Ипатов, девичий струнный квартет и детский хор, исполнивший свою партию в песне «Вниз головой».
А. Васильев так высказался о выборе названия для альбома: 
Всё крутилось вокруг темы космоса, это главная тема всех песен. Были разные названия — символы невесомости, они были близкими, но не совсем подходящими. А хотелось название, близкое к названию детской книжки, чтобы детям было интересно, потому что если детям это будет интересно, то и взрослые потянутся.

### «Обман зрения» (2012)
27 мая 2010 года на официальном сайте группы, в день 50-летия со дня рождения Александра Башлачёва, появляется сообщение о том, что группа, возможно, примет участие в записи трибьюта на песни музыканта. В первые месяцы лета на студии была записана песня «Петербургская свадьба» на слова Башлачёва, 30 июля 2010 года она была впервые исполнена на концерте в московском клубе «B1 Maximum».
7 февраля 2011 года на сайте появляется самодельный клип на новую песню «Летела жизнь», ставшую первым синглом с нового альбома группы. 19 февраля происходит её премьера на акустическом вечере в московском «Крокус-сити холле», а 14 марта — в эфире радио «Максимум».
Лето 2011 года группа потратила на запись демоверсий песен для новой пластинки, к студийной записи которой приступила осенью того же года.
2 октября, на концерте в Ростове-на-Дону, Александр Васильев зачитал новое стихотворение «Мы пилим бюджет», текст которого появился на следующий день на сайте группы.
В последние дни уходящего года на концерте в Твери состоялось дебютное исполнение песни «Чудак», текст которой также был выложен на официальный сайт.
28 февраля 2012 года в интервью «Нашему радио» Александр Васильев заявляет, что примерный выход новой пластинки намечен на осень 2012 года. В новый альбом войдут уже засвеченные группой песни «Летела жизнь», «Чудак» и «Петербургская свадьба», прежде готовившаяся для так и не вышедшего трибьюта Башлачёву.
Начало весны ознаменовалось премьерой песни «Ковш», состоявшейся 2 марта в московском клубе «Б2», а также съёмками клипа на песню «Страшная тайна», ставшую вторым синглом с нового альбома и отправленную на радио 30 марта. Премьера же клипа, съёмки которого осуществляла студия «..другие..», произошла 6 апреля.
На концертах в мае группой исполняется уже все 5 новых песен: «Летела жизнь», «Петербургская свадьба», «Чудак», «Ковш» и «Страшная тайна».
29 мая на сайте группы появляется новое стихотворение «Ряд Фибоначчи», спустя 2 дня это произведение было исполнено группой на концерте в московском «Зелёном театре». На этом же выступлении состоялась ещё одна премьера — под занавес вечера группа сыграла новую песню «Волшебное слово». В начале июня на сайте и Youtube канале группы был выложен самодельный клип на музыку «Ряда Фибоначчи», но с другим текстом на английском языке под названием The Splean. На пресс-конференции, состоявшейся 29 июня перед выступлением группы на фестивале «The Best City» в Днепропетровске, Александр Васильев подтвердил, что выход альбома состоится в начале осени 2012 года.
4 сентября «Сплин» представил кавер-версию песни «Пепел» группы «Аквариум». 21 сентября на «Нашем радио» состоялась премьера песни «Дочь самурая». Впервые песня была исполнена в сентябре 2012 года на концерте в Великом Новгороде. Альбом вышел 8 октября 2012 года.

### «Резонанс» (2014)
Осенью 2013 года стало известно, что коллектив готовит новый альбом. Вскоре была анонсирована песня «Мороз по коже». Она вышла 29 ноября на iTunes Store и Google Play, а также на CD ограниченным тиражом. В четыре диска из общего тиража были вложены четвертинки рукописного текста песни. Нашедшие текст и сложившие его воедино, получат новый альбом первыми, ещё до официального выпуска. Трек «Мороз по коже» был презентован публике в день выхода, 29 ноября, в Киеве, в концертном клубе «StereoPlaza». Через некоторое время на песню появился видеоклип.
14 февраля 2014 года во время выступления на вручении премии «Чартова дюжина» Александр Васильев объявил, что новый альбом будет называться «Резонанс» и выйдет 1 марта. Чуть позже стало известно, что альбом будет поделён на две части. 1 марта альбом стал доступен для покупки в сервисах iTunes, Google Play и на официальном сайте. Весь альбом также стало возможным прослушать в сервисе Яндекс.Музыка и на YouTube.
5 сентября 2014 года в эфире «Нашего радио», в хит-параде «Чартова Дюжина» стартовал первый сингл группы «Сплин» с нового альбома «Резонанс. Часть 2» — «Оркестр».
24 сентября на сайте сервиса Яндекс.Музыка был представлен альбом «Резонанс. Часть 2». В тот же день альбом стал доступен в iTunes и Google Play. Официальный релиз альбома состоялся 25 сентября. После выхода второй части группа начала новый гастрольный тур, состоящий только из песен этих двух альбомов.

### «Ключ к шифру» (2016)
1 октября 2015 года, в эфире «Нашего радио» Александр Васильев сообщил, что группа готовит материал для нового альбома и записан сингл. Точную дату выхода Александр не назвал.
30 мая 2016 года Александр Васильев в эфире «Радио Свобода» сообщил о том, что альбом готов, песни записаны в собственной домашней студии группы и проходят мастеринг. Релиз альбома состоялся 23 сентября, в него вошли 15 композиций. Автором всех песен в альбоме является сам Александр Васильев. В записи альбома, помимо основных участников группы «Сплин», принял Григорий Зонтов (саксофон).

### «Встречная полоса» (2017—2018)
20 марта 2017 года, в эфире станции «Наше Радио» Александр Васильев подтвердил, что группа готовит новый альбом. В нём прозвучат песни, не попавшие в альбом «Ключ к шифру». Первым синглом с альбома стала композиция «Тепло родного дома». Её премьера состоялась 15 декабря 2017 года. 15 марта 2018 года в эфире «Нашего радио» сообщил о том, что в мае выйдет новая пластинка. Вторым синглом стал трек «Булгаковский марш», представленный публике в виде анимационного клипа 1 апреля 2018 года.
25 мая 2018 года вышел альбом «Встречная полоса», содержащий 11 треков.
Осенью 2018 г. начался гастрольный тур в поддержку альбома.

### «Тайком» (2019)
В программе «За сценой» на «НАШЕМ радио» Александр Васильев рассказал, что группа начала работать над новой пластинкой.
20 декабря 2019 года был презентован мини-альбом под названием «Тайком». На две вошедшие в него песни — «Тайком» и «Воздушный шар» были сняты видеоклипы.

### «Вира и майна» (2020)
В апреле 2020 года группа выпустила песню «Передайте это Гарри Поттеру, если вдруг его встретите», наполненную политическим подтекстом. Композиция, опубликованная в разгар эпидемии COVID-19, вызвала оживлённую реакцию общественности. На неё стали появляться стихотворные ответы. Свои песенные отклики записали Андрей Макаревич, Сергей Галанин и другие музыканты. В описании сингла было указано, что это демо, поэтому некоторые СМИ предположили, что коллектив работает над новым альбомом. 9 октября 2020 года группа выпустила песню «За семью печатями», также содержащую политические отсылки. Александр Васильев сказал, что она войдёт в новую пластинку и, вероятно, станет последним синглом перед выходом релиза. Однако 4 декабря 2020 года был выпущен сингл «Джин». В этот же день были объявлены дата выхода, обложка, треклист и название нового альбома — «Вира и майна». 11 декабря 2020 года альбом стал доступен онлайн.
12 февраля 2021 года группа выпустила сингл «Вирус», на который режиссёрами Дмитрием Кабановым и Оксаной Беляковой был снят клип. 24 декабря, под занавес «пандемийного» года, музыканты отметились «мотивационным гимном» «Топай!», призывающим «топать, двигаться, не сидеть на месте». На песню был снят клип «силами воспитателей и воспитанников младшей группы детского сада имени Сухова-Кобылина», как гласит шуточное описание.
В 2022 году, после заявлений Васильева на фестивале "Чернозем" в поддержку артистов, покинувших Россию, начались отмены концертов группы в России. Васильев переехал в Испанию и, по слухам, продал свой загородный дом в Санкт-Петербурге. В то же время, группа не закрыла свою российскую фирму, но она понесла убытки.
Группа "Сплин" в основном гастролирует за границей. В 2024 году у них были концерты в Риге, Лиссабоне, Таллинне и Тбилиси. Лидер группы, Александр Васильев, проживает в Испании.
По состоянию на апрель 2025 года артисты гастролируют по Европе. В апреле у группы были запланированы выступления в Осло, Вроцлаве, Кракове, Копенгагене, Стокгольме. В мае «Сплин» приедет в Баку, Ташкент, Бишкек, Алматы, Астану и Караганду. В сентябре запланирован концерт в Париже.

## Состав
| - Александр Васильев — вокал, голос, гитара, автор (1994—наши дни) - Николай Ростовский — клавишные, терменвокс (1994—1998, 2001—наши дни) - Вадим Сергеев — соло-гитара (2001—2002, 2007—наши дни); бас-гитара (2002—2007) - Дмитрий Кунин — бас-гитара (2007—наши дни) - Алексей Мещеряков — ударные, перкуссия, глюкофон (2005—наши дни) | - Александр Морозов — бас-гитара (1994—2000) - Станислав Березовский — соло-гитара (1994—2006) - Николай Лысов — ударные (1994—1998) - Сергей Наветный — ударные (1998—2005) - Ян Николенко — флейта, перкуссия (1998—2006) - Николай Воронов — бас-гитара (2000—2002) - Владимир Коляда — гитара (2006) - Иннокентий Агафонов — гитара (2006) |

### Административный и технический персонал
- Александр Морозов — директор группы
- Иннокентий Агафонов[32] — техник
- Евгений Барышников — техник
- Антон Рамирес — арт-директор
- Дмитрий Полтавский — художник по свету
- Тимур Галбацев — звукорежиссёр

| Период          | Состав             | Состав                          | Состав            | Состав             | Состав            | Состав            |
| Период          | Вокал, ритм-гитара | Соло-гитара                     | Бас-гитара        | Клавишные          | Флейта, перкуссия | Ударные           |
| --------------- | ------------------ | ------------------------------- | ----------------- | ------------------ | ----------------- | ----------------- |
| 1994 — 1998     | Александр Васильев | Стас Березовский                | Александр Морозов | Николай Ростовский |                   | Николай Лысов     |
| 1998 — 2000     | Александр Васильев | Стас Березовский                | Александр Морозов |                    | Ян Николенко      | Сергей Наветный   |
| 2000 — 2001     | Александр Васильев | Стас Березовский                | Николай Воронов   |                    | Ян Николенко      | Сергей Наветный   |
| 2001 — 2002     | Александр Васильев | Вадим Сергеев, Стас Березовский | Николай Воронов   | Николай Ростовский | Ян Николенко      | Сергей Наветный   |
| 2002 — 2005     | Александр Васильев | Стас Березовский                | Вадим Сергеев     | Николай Ростовский | Ян Николенко      | Сергей Наветный   |
| 2005 — 2006     | Александр Васильев | Стас Березовский                | Вадим Сергеев     | Николай Ростовский | Ян Николенко      | Алексей Мещеряков |
| 2006 — 2007     | Александр Васильев |                                 | Вадим Сергеев     | Николай Ростовский |                   | Алексей Мещеряков |
| 2007 — наши дни | Александр Васильев | Вадим Сергеев                   | Дмитрий Кунин     | Николай Ростовский |                   | Алексей Мещеряков |

### Музыканты, участвовавшие в группе
Кроме перечисленных на схеме, в 2006 году роль гитариста на кратковременный срок занимали Владимир Коляда («Эдипов комплекс») и Иннокентий Агафонов (в настоящее время работает с группой «Сплин» в качестве техника сцены). Александр Морозов (Моррис) в настоящий момент является директором группы, Сергей Наветный (Нава) — работает над сольным проектом «Нава» и участвует в группе «Эдипов комплекс», Ян Николенко — лидер группы «Эдипов комплекс», участник группы «Би-2» (клавишные, флейта), Николай Лысов — до недавних пор музыкант группы «Пилот».

## Дискография

### Студийные альбомы
- 1994 — «Пыльная быль»
- 1996 — «Коллекционер оружия»
- 1997 — «Фонарь под глазом»
- 1998 — «Гранатовый альбом»
- 1999 — «Альтависта»
- 2001 — «25-й кадр»
- 2003 — «Новые люди»
- 2004 — «Реверсивная хроника событий»
- 2007 — «Раздвоение личности»
- 2009 — «Сигнал из космоса»
- 2012 — «Обман зрения»
- 2014 — «Резонанс. Часть 1»
- 2014 — «Резонанс. Часть 2»
- 2016 — «Ключ к шифру»
- 2018 — «Встречная полоса»
- 2020 — «Вира и майна»

### Мини-альбомы
- 2019 — «Тайком»

### Концертные альбомы
- 2000 — «Альтависта live» (2 CD)
- 2001 — Fellini Tour (совместный альбом с «Би-2» и группой «Томас»)
- 2002 — «Акустика» (2 CD)

### Сборники
- 2000 — «Зн@менатель»
- 2007 — «13 лет в рок-н-ролле»

### Синглы
- 1998 — «Орбит без сахара»
- 2002 — «Гандбол»
- 2004 — «Романс»
- 2010 — «Петербургская свадьба»
- 2011 — «Летела жизнь»
- 2012 — «Дочь самурая»
- 2013 — «Мороз по коже»
- 2014 — «Оркестр»
- 2016 — «Пирамиды»
- 2016 — «Окраины»
- 2016 — «Земля уходит из-под ног»
- 2016 — «Храм»
- 2017 — «Тепло родного дома»
- 2019 — «Тайком»
- 2020 — «Передайте это Гарри Поттеру, если вдруг его встретите»
- 2020 — «За семью печатями»
- 2020 — «Джин»
- 2021 — «Вирус»
- 2021 — «Я был влюблён в Вас»
- 2021 — «Топай!»

### Видео
- 1997 — Концерт в ДС «Юбилейный» (20.09.1997)
- 2001 — «Альтависта Live» (концерт в ДС «Лужники», 31.10.1999)
- 2002 — «Моё сердце» (концерт в ДК им. Горбунова, 06.04.2001)
- 2014 — «Резонанс Live» (концерт в Ледовом Дворце, 16.12.2014)
- 2017 — «Ключ к шифру» (концерт в Ледовом Дворце, 22.04.2017)

### Сольные проекты
- 2004 — «Черновики» (сольный альбом Александра Васильева)
- 2014 — «Павловский парк» (поэма, автор А. Васильев)[26]

### Радиоконцерты
- 2008 — Рождественский концерт

## Видеоклипы
| Год  | Клип                    | Режиссёр                         |
| ---- | ----------------------- | -------------------------------- |
| 1994 | Мне сказали слово       | Олег Куваев                      |
| 1995 | Будь моей тенью         | Михаил Зельдин                   |
| 1996 | Моя любовь              | Игорь Перин                      |
| 1997 | Орбит без сахара        | Мичислав Юзовский                |
| 1998 | Выхода нет              | Мичислав Юзовский                |
| 1998 | Катись, колесо!         | Кирилл Злотник                   |
| 1999 | Молоко и мёд            | Юрий Миронов                     |
| 1999 | Пил-курил               | Олег Гладилин                    |
| 1999 | Мотоциклетная цепь      | Олег Куваев                      |
| 2000 | Абсент                  | Олег Куваев                      |
| 2000 | Тебе это снится         | Юрий Миронов                     |
| 2000 | Остаёмся зимовать       | Виктор Вилкс                     |
| 2001 | Феллини (feat. Би-2)    | Алексей Сеченов                  |
| 2001 | Моё сердце              | Алексей Сеченов                  |
| 2002 | Пластмассовая жизнь     | Михаил Сегал                     |
| 2002 | Новые люди              | Михаил Сегал                     |
| 2003 | Романс                  | Михаил Сегал                     |
| 2004 | Мы сидели и курили      | Олег Куваев                      |
| 2005 | Лабиринт                | Ян Кравцов                       |
| 2006 | Скажи                   | Михаил Сегал                     |
| 2007 | Мамма Миа               | Антон Сиверс                     |
| 2008 | Сухари и сушки          | нет данных                       |
| 2008 | Лепесток                | нет данных                       |
| 2008 | Волна                   | нет данных                       |
| 2009 | Корабль ждёт!           | нет данных                       |
| 2009 | Дыши легко              | нет данных                       |
| 2009 | Письмо                  | нет данных                       |
| 2009 | Вниз головой            | Иван Егоров, Ирина Матиенко      |
| 2010 | Без тормозов            | нет данных                       |
| 2010 | Выпусти меня отсюда     | нет данных                       |
| 2011 | Летела жизнь            | нет данных                       |
| 2012 | Страшная тайна          | Вадим Шатров                     |
| 2013 | Дочь самурая            | Станислав Довжик                 |
| 2013 | Чудак                   | нет данных                       |
| 2013 | Праздник                | нет данных                       |
| 2013 | Мороз по коже           | Андрей Кеззин                    |
| 2014 | Рай в шалаше            | Александр Васильев               |
| 2014 | Ай лов ю!               | Александр Васильев               |
| 2014 | Помолчим немного        | Андрей Кеззин                    |
| 2016 | Пирамиды                | Даниил Сальхов                   |
| 2016 | Окраины                 | Иван Егоров                      |
| 2016 | Земля уходит из-под ног | нет данных                       |
| 2017 | Храм                    | нет данных                       |
| 2017 | Тревога                 | Иван Егоров                      |
| 2017 | Она была так прекрасна  | нет данных                       |
| 2018 | Булгаковский марш       | Павел Ростовский                 |
| 2019 | Шаман                   | Иван Егоров                      |
| 2019 | Тайком                  | Дмитрий Хонин                    |
| 2020 | Воздушный шар           | Julia Franke                     |
| 2021 | Вирус                   | Дмитрий Кабанов, Оксана Белякова |
| 2021 | Джин                    | Игорь Паскарь                    |
| 2022 | Топай                   | нет данных                       |

## Использование музыки
- 2000 — «Брат 2» — Линия жизни
- 2000 — «Маросейка, 12: Операция „Зелёный лёд“» — Пил-курил
- 2001 — «Тайный знак» — Моё сердце, Пластмассовая жизнь
- 2002 — «Война» — SOS, Феллини, Пластмассовая жизнь
- 2004 — «Строптивая мишень» — Приходи
- 2004 — «Егерь» — Сломано всё, Время, назад!
- 2006 — «Живой» — Праздник, Сиануквиль, Романс
- 2008 — «Качели» — Мама миа, Мобильный
- 2009 — «Подводные камни» — Романс
- 2010 — «Ирония любви» — Моё сердце
- 2012 — «Отпуск» — Романс
- 2013 — «Посредник» — Время, назад!
- 2015 — «Интерны» (сезон 12, 238 серия) — Выхода нет
- 2015 — «Воин» — Бонни и Клайд
- 2015 — «Про Любовь» — Ай лав ю
- 2016 — «День выборов 2» — Чёрная «Волга»
- 2016 — «После тебя» — Романс
- 2020 — «Теорема Пифагора» — Шар воздушный (заглавный саундтрек сериала), Полная луна, Тепло родного дома, Важная вещь, Романс
- «Масяня» и «Магазинчик БО» — в некоторых эпизодах были использованы несколько песен
- GTA IV — Линия жизни (на игровой радиостанции восточноевропейской музыки Vladivostok FM)
- 2020 — Тизер игры Stalker 2 — Линия жизни
- 2022 — Сериал «Оффлайн» — Выхода нет

## Факты
- Группа «Сплин» — первая российская группа, которая набрала более 1 млн прослушиваний на глобальном музыкальном проекте Last.fm[33]. Группа является самой популярной из существующих российских групп по показателям Last.fm[33].
- В репертуаре «Сплина» присутствуют песни «Маяк» на стихотворение Владимира Маяковского «Лиличка. Вместо письма», «Под сурдинку» Саши Чёрного, «Волшебная скрипка» Николая Гумилёва, а также кавер-версия песни «Петербургская свадьба» Александра Башлачёва[источник не указан 1619 дней].
- Тексты песен «Бездыханная лёгкость моя» и «Письмо» часто ошибочно приписывают Иосифу Бродскому, хотя они написаны самим Васильевым. Текст «Письмо» опубликован в книге «Весь этот бред»[источник не указан 1619 дней].
- Песня «Дочь самурая» посвящена Садако Сасаки[34][35].
- Строчки из песни «Пластмассовая жизнь» упоминаются в русской версии игры Civilization V во время открытия игроком пластмасс[36].
- Песня «Страшная тайна» посвящена трагической смерти поэтессы Сильвии Плат, а «Летела жизнь» — Александру Башлачёву[источник не указан 1619 дней].